# Mehmed Spaho
Mehmed Spaho (* 13. März 1883 in Sarajevo, Bosnien-Hercegovina, Österreich-Ungarn; † 29. Juni 1939 in Belgrad) war ein jugoslawischer muslimischer Politiker.

## Leben
Spaho wuchs in Sarajevo auf und studierte in Wien Rechtswissenschaften. Seine Dissertation beschäftigte sich mit der Agrarfrage in Bosnien und der Herzegowina. Ab 1908 arbeitete er als Praktikant in einer Anwaltskanzlei in seiner Heimatstadt. Kurz darauf wurde er zum Sekretär der Handels- und Gewerbekammer für Bosnien und Herzegowina ernannt. Auf diesem Posten verblieb er bis zum Ende der österreichischen Herrschaft in Bosnien 1918.
Schon in Wien hatte sich Spaho politisch betätigt. Vor dem Weltkrieg gehörte er in Sarajevo der Muslimanska samostalna stranka („Muslimische Selbstständige Partei“) an. In der ersten Regierung des neugegründeten Königreichs der Serben, Kroaten und Slowenen hatte er von Dezember 1918 bis Februar 1919 das Amt des Ministers für Forstwirtschaft und Bergbau inne. 1921 wurde er zum Präsidenten der 1919 gegründeten Jugoslovenska Muslimanska Organizacija (JMO, „Jugoslawische Muslimische Organisation“), die sich rasch zur stärksten Partei der Bosniaken entwickelte. Spaho als Parteiführer blieb bis zu seinem Tod deren beinahe unumstrittener politischer Anführer. Eine Selbstzuordnung als „muslimischer Serbe“ oder „muslimischer Kroate“, wie sie damals mangels Anerkennung der bosnischen Muslime als eigene Nationalität üblich war, lehnte Spaho stets ab. Bis zu seinem plötzlichen Tod in einem Belgrader Hotel 1939 war er immer wieder an verschiedenen jugoslawischen Regierungen als muslimischer Vertreter beteiligt, unter anderem 1927 bis 1929 als Handels- und Industrieminister.
Das Grab Mehmed Spahos befindet sich auf dem Hof der Gazi-Husrev-Beg-Moschee in der Altstadt von Sarajevo.